# 史蒂芬妮·梅爾
史蒂芬妮·摩根·梅爾（英語：Stephenie Morgan Meyer，1973年12月24日—），美國作家。她是暢銷小說暮光之城系列的作者，著有：《暮光之城》、《暮光之城：新月》、《暮光之城：蝕》、《暮光之城：破曉》、《宿主》、《暮光之城蝕外傳：布莉的重生》以及《亡命化學家》。

## 個人經歷
生於哈特福，雙親為斯蒂芬與坎蒂·摩根（Stephen and Candy Morgan）。成長並定居於亞利桑那州鳳凰城。有五個兄弟姊妹：塞斯（Seth）、艾蜜麗（Emily）、雅各（Jacob）、保羅（Paul）及海蒂（Heidi）。她就讀於斯科茨代爾的恰帕羅高級中學，而後申請進入普若佛的楊百翰大學並在1995年獲得英國文學文學士學位。當她在亞歷桑納州長大時，認識了丈夫克里斯強，暱稱「潘丘」，並於1994年結婚，育有三名子女：蓋比（Gabe）、塞斯（Seth）及艾里（Eli）。梅爾是耶穌基督後期聖徒教會教徒之一。

## 已出版作品
暮光之城系列
暮光之城 (Twilight)（2005）
新月(New Moon)（2006）
蝕(Eclipse)（2007）
破曉(Breaking Dawn)（2008 ) 布莉的重生─暮光之城：蝕外傳(The Short Second Life Of Bree Tanner) ( 2010 )
宿主（The Host ）(2008)   亡命化學家（The Chemist）(2016)

## 殊榮
《暮光之城》一推出就迅速獲得許多殊榮，包含：
- 紐約時報 主編精選
- 出版者周刊 年度最佳好書
- 亞馬遜 「最近十年來最佳好書」
- 青少年雜誌 「暢銷書排行榜」
- 美國圖書館協會「十大青少年優良讀物」及「十大最佳叢書」
- 翻譯成20種語言

## 作品

### 暮光之城系列
- 暮光之城（Twilight）
- 暮光之城：生與死 (Life and Death) 【十週年紀念版】
- 暮光之城：新月（New Moon）
- 暮光之城：蝕（Eclipse）
- 暮光之城外傳：布莉的重生 (The Short Second Life of Bree Tanner)
- 暮光之城：破曉 （Breaking Dawn）
- 暮光之城：午夜陽光 (Midnight Sun)

### 其他
- 地獄舞會之夜（選集，2007）
- 宿主（2008）
- 暮光之城傳說：官方導覽書（補註暮光之城系列，2008）
- 亡命化學家（2016）